# What’s My Name
What’s My Name ist das 36. Album, beziehungsweise das 20. Studioalbum, von Ringo Starr nach der Trennung der Beatles. Es wurde am 25. Oktober 2019 in Großbritannien, Deutschland und den USA veröffentlicht.

## Entstehungsgeschichte

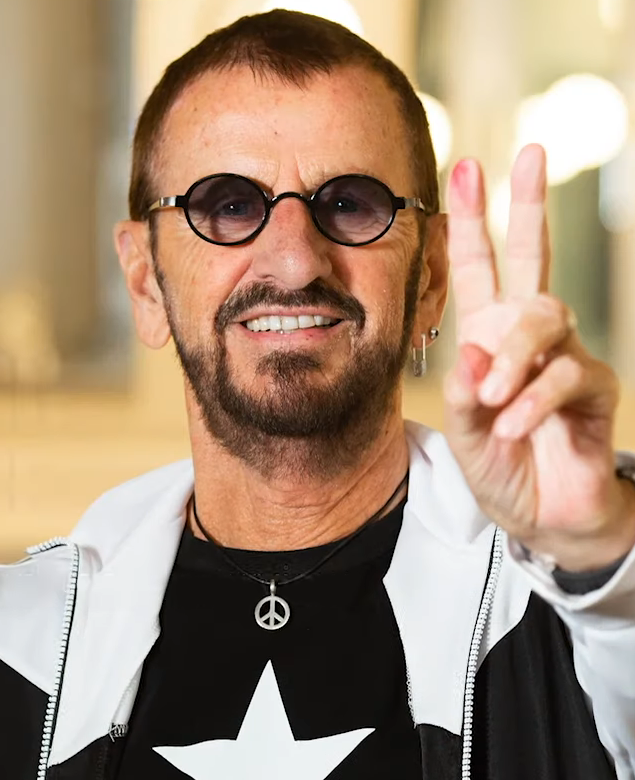
Ringo Starr, 2019

Seit den Aufnahmen zu seinem Studioalbum Y Not übernahm Ringo Starr die verantwortliche Rolle des ersten Produzenten; bei Ringo 2012 war er erstmals alleiniger Produzent, dieses führte er bei den Alben Postcards from Paradise, Give More Love und What’s My Name fort.
Die exakten Aufnahmezeiten für das Album What’s My Name sind nicht dokumentiert.
Die Studioaufnahmen erfolgten, wie bei den Vorgängeralben, in dem Rocca Bella Studio, das sich in einem Gästehaus von Ringo Starr in Los Angeles befindet, und die Einspielungen der Musiker erfolgten je nach zeitlicher Verfügbarkeit der einzelnen Künstler.
Wie beim Vorgängeralbum Give More Love waren an diesem Album erneut prominente Musiker beteiligt. Es wirkten unter anderem Joe Walsh, Paul McCartney, Colin Hay, Dave Stewart und Steve Lukather mit.
Das Album beinhaltet, neben der Ballade Grow Old with Me, überwiegend rockorientierte Musikstücke.
Ringo Starr traf zufällig Jack Douglas, der 1980 Produzent des John Lennon/Yoko-Ono-Albums Double Fantasy war. Douglas fragte Starr, ob er jemals die Musikkassette mit den John-Lennon-Demos gehört hätte. Starr verneinte es, sodass Douglas ihm später die Lieder auf CD übergab. Ringo Starr entschied sich, Grow Old with Me, das ursprünglich als Demoversion auf dem Lennon/Ono-Album Milk and Honey erschien, selbst aufzunehmen. Bei der Version von Starr wirkten musikalisch Jack Douglas (Arrangeur der Streicherbegleitung) und Paul McCartney (Bass und Hintergrundgesang) mit.
Seit der letzten musikalischen Zusammenarbeit der beiden Ex-Beatles auf dem Album Give More Love von 2017 spielte Ringo Starr mit Paul McCartney am 16. Dezember 2018 in der O2 Arena in London das Lied Get Back und am 13. Juli 2019 im Dodgers Stadium in Los Angeles die Lieder Sgt. Pepper’s Lonely Hearts Club Band (Reprise) und Helter Skelter während zweier McCartney-Konzerte.
Das Lied Money (That’s What I Want) spielten die Beatles für das 1963er Album With the Beatles ein, Ringo Starr nahm eine neue Version für sein Album auf.
Colin Hay, langjähriges Mitglied der Ringo Starr and His All Starr Band, komponierte das Titellied des Albums. Starr war bei den restlichen sieben von den zehn Liedern des Albums Komponist oder Mitkomponist.
What’s My Name erreichte seit Goodnight Vienna in Deutschland die bisher höchste Chartplatzierung.
Ringo Starr sagte rückblickend über seine musikalische Karriere: “When I was a teenager, my mom always said, ‘Son, you’re at your happiest when you’re playing.’ And it’s still true to this day.”
What’s My Name ist das sechste Album von Ringo Starr, das bei Universal erschien.

## Covergestaltung
Das Cover entwarfen Vartan und Meire Murakami. Der CD liegt ein bebildertes sechsseitiges Begleitheft bei, das Informationen zum Album enthält. Das Coverfoto stammt von Scott Ritchie.

## Titelliste
1. Gotta Get Up to Get Down (Richard Starkey a/Joe Walsh) – 4:21
2. It’s Not Love That You Want  (Richard Starkey/Dave Stewart) – 3:35
3. Grow Old with Me (John Lennon) – 3:20
4. Magic (Richard Starkey/Steve Lukather) – 4:10
5. Money (That’s What I Want) (Janie Bradford/Berry Gordy) – 2:58
6. Better Days (Richard Starkey/Grant Michaels/Sam Hollander) – 2:49
7. Life Is Good (Richard Starkey/Gary Burr) – 3:13
8. Thank God for Music (Richard Starkey/Grant Michaels/Sam Hollander) – 3:40
9. Send Love Spread Peace (Richard Starkey/Gary Nicholson) – 2:59
10. What’s My Name (Colin Hay) – 3:45

## Singleauskopplungen
Als Singleauskopplungen erschienen am 13. September 2019 What’s My Name, und Grow Old with Me am 11. Oktober 2019 als Download-Singles.

## Chartplatzierungen
| ChartsChartplatzierungen       | Höchstplatzierung | Wochen |
| ------------------------------ | ----------------- | ------ |
| Deutschland (GfK)              | 40 (2 Wo.)        | 2      |
| Österreich (Ö3)                | 43 (1 Wo.)        | 1      |
| Schweiz (IFPI)                 | 50 (1 Wo.)        | 1      |
| Vereinigtes Königreich (OCC)   | 99 (1 Wo.)        | 1      |
| Vereinigte Staaten (Billboard) | 127 (1 Wo.)       | 1      |

Das Album erreichte darüber hinaus Platz 49 in Japan und Platz 39 in Spanien.

## Sonstiges
Eine Veröffentlichung als LP erfolgte wie bei den Vorgängeralben Give More Love, Y Not, Ringo 2012 und Postcards from Paradise. Das Album wurde zusätzlich auch auf blauem Vinyl veröffentlicht.